# Volutopsius behringi
Volutopsius behringi är en snäckart som först beskrevs av Middendorff 1849.  Volutopsius behringi ingår i släktet Volutopsius och familjen valthornssnäckor. Inga underarter finns listade i Catalogue of Life.